# Internet Explorer Mobile
Internet Explorer Mobile of IE Mobile (eerder bekend als Pocket Internet Explorer, vaak afgekort tot IE Mobile) is een internetbrowser die ontwikkeld is door Microsoft voor Windows Mobile, Windows CE en Windows Phone gebaseerd op Internet Explorer. De internetbrowser wordt standaard meegeleverd met deze besturingssystemen. Huidige versies van Internet Explorer Mobile zijn gebaseerd op hun desktop tegenhangers.
De huidige versie van Internet Explorer Mobiele is Internet Explorer Mobile 11 Update en wordt meegeleverd met Windows Phone 8.1 Update. De browser is gebaseerd op Internet Explorer 11.

## Functies
Recente versies van Internet Explorer Mobile ondersteunen het gebruik van tabbladen. Verder ondersteund Internet Explorer ook mutli-touch gebaren. Bing is sterk geïntegreerd met Internet Explorer Mobile. Verder kan er worden gekozen om websites te tonen in "mobile"-modus of "desktop"-modus.

## Geschiedenis

### Kort versieoverzicht
| Legenda     | Legenda                    | Legenda               | Legenda                 | Legenda            |
| ----------- | -------------------------- | --------------------- | ----------------------- | ------------------ |
| Ondersteund | Ondersteund maar verouderd | Niet meer ondersteund | Ondersteunde testversie | Toekomstige versie |

| Versie | Sub  | IE basis | Release           | Belangrijkste wijzigingen | Onderdeel van      |
| ------ | ---- | -------- | ----------------- | --- | ------------------ |
| 1      | 1.0  | -        | November 1996     | Eerste uitgave. | Windows CE 1.0     |
| 1      | 1.1  | -        |                   | Ondersteuning voor cookies, HTTPS en SSL. | Windows CE 1.0     |
| 2      | 2.0  | -        | September 1997    | Offline browser, afbeeldingen tonen in volledig scherm en betere HTML-ondersteuning. | Windows CE 2.0     |
| 3      | 3.0  | -        | July 1998         | Ondersteuning JScript en verschillende beveiligingsprotocollen | Windows CE 2.1     |
| 4      | 4.0  | -        |                   | Ondersteuning voor CSS, ActiveX, VBScript en verbeterde HTML-ondersteuning. | Pocket PC 2002     |
| 6      | 6.0  | 6        | 8 juli 2008       | Betere naleving van W3C, pop-up/ActiveX-blokkeerder, add-onmanager, verbeterde JavaScript ondersteuning, nieuwe interface | Windows Mobile 6.5 |
| 7      | 7.0  | 7 en 8   | Oktober 2010      | Ondersteuning voor PNG-alfakanalen, CSS-bugfixes, getabd browsen, RSS-integratie, snelle tabs, verschuifbare tabs, phishing-filter, nieuwe interface. | Windows Phone 7    |
| 9      | 9.0  | 9        | 27 september 2011 | Betere prestaties bij grafische onderdelen, ondersteuning voor HTML5 en CSS 3, sneller JavaScript, nieuwe UI, downloadbescherming met SmartScreen-filter, integratie met Windows 7. | Windows Phone 7.5  |
| 10     | 10.0 | 10       | 29 oktober 2012   | App voor Windows 8, betere ondersteuning voor HTML5 en CSS3, ingebouwde spellingscontrole en ondersteuning voor Do Not Track. | Windows Phone 8    |
| 11     | 11.0 | 11       | 14 april 2014     | Betere ondersteuning voor HTML5 en CSS3, nieuwe useragent (UA), tabsynchronisatie, nieuwe ontwikkelaarstools, WebGL, SPDY, Leesweergave. | Windows Phone 8.1  |
| 12     | 12.0 | 12       | 2015              | Trident 7 is vervangen met Edge 12, betere prestaties, ondersteuning voor HSTS, HTTP/2, uitgebreidere ondersteuning voor WebGL, ECMAScript 6 en verbeterde ondersteuning voor CSS3, HTML5 en Javascript, nieuwe User Agent String, begin ondersteuning van HTML5.1, SPDY-ondersteuning verwijderd. | Windows 10         |